# St. Michaelis (Rebenstorf)

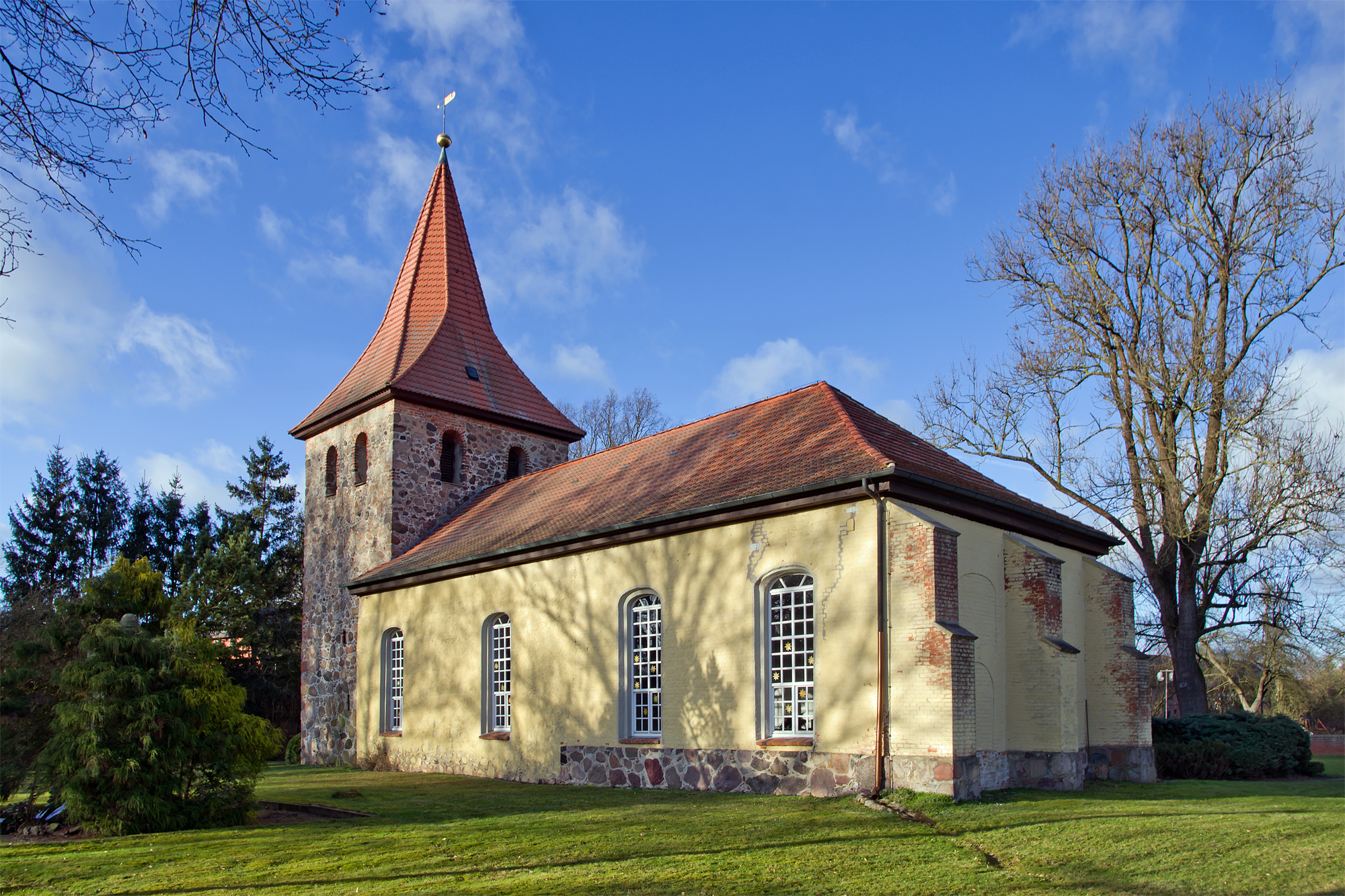
St.-Michaelis-Kirche

Die evangelisch-lutherische St.-Michaelis-Kirche befindet sich in Rebenstorf, einem Ortsteil der Gemeinde Lübbow im niedersächsischen Landkreis Lüchow-Dannenberg. Sie gehört zur Kirchengemeinde Rebenstorf im Kirchenkreis Lüchow-Dannenberg der Evangelisch-lutherischen Landeskirche Hannovers.

## Lage
Die Kirche befindet sich nördlich der Landesstraße L 260, ungefähr im Mittelpunkt des Dorfes.

## Geschichte
Der Beginn der Christianisierung wird auf die Zeit um das Jahr 1250 geschätzt; die erste urkundliche Erwähnung einer Kirche stammt aber erst aus dem Jahr 1385. Im Dreißigjährigen Krieg wurden Kirche und Dorf zerstört und anschließend am gegenwärtigen Ort wieder aufgebaut. In den Jahren 1690–1710 ließ der damalige Pastor die Kirche aufwendig renovieren. Bei einem Großbrand am 1. Oktober 1834 brannte die Kirche fast vollständig ab, nur der Kirchturm blieb unversehrt. Der Neubau dauerte bis zum Jahr 1839.

## Architektur
Westlich des rechteckigen Kirchenschiffs befindet sich ein Kirchturm aus Feldsteinen.